# Blacksville (Geòrgia)
Blacksville és una concentració de població designada pel cens dels Estats Units a l'estat de Geòrgia. Segons el cens del 2000 tenia 4 habitants.

## Demografia
Segons el cens del 2000, Blacksville tenia 4 habitants, 1 habitatges, i 1 famílies. La densitat de població era de 19,3 habitants per km².
Dels 1 habitatges en un 100% hi vivien nens de menys de 18 anys, en un 100% hi vivien parelles casades, en un 0% dones solteres, i en un 0% no eren unitats familiars. En el 0% dels habitatges hi vivien persones soles el 0% de les quals corresponia a persones de 65 anys o més que vivien soles. El nombre mitjà de persones vivint en cada habitatge era de 4 i el nombre mitjà de persones que vivien en cada família era de 4.
Per edats la població es repartia de la següent manera: un 25% tenia menys de 18 anys, un 0% entre 18 i 24, un 50% entre 25 i 44, un 25% de 45 a 60 i un 0% 65 anys o més.
L'edat mediana era de 28 anys. Per cada 100 dones de 18 o més anys hi havia 50 homes.
La renda mediana per habitatge era de 53.750 $ i la renda mediana per família de 53.750 $. Els homes tenien una renda mediana de 26.250 $ mentre que les dones 21.250 $. La renda per capita de la població era de 13.527 $. Cap de les famílies estaven per davall del llindar de pobresa.

## Poblacions més properes
El següent diagrama mostra les poblacions més properes.